# Ipomoea hastifolia
Ipomoea hastifolia är en vindeväxtart som beskrevs av Karel Domin. Ipomoea hastifolia ingår i släktet praktvindor, och familjen vindeväxter. Inga underarter finns listade i Catalogue of Life.